# Коломацьке
Коломацьке (до 1941 року — Парасковіївка, у 1941—2016 — Куликове) — село в Україні, у Полтавському районі Полтавської області. Центр Коломацької сільської ради, до якої входять також села Дудникове і Степанівка. Населення становить 814 осіб.

## Географія
Село розташоване за 20 кілометрів на схід від Полтави (автошляхами до центра міста близько 23 км). За кілометр від села протікає ліва притока Ворскли — річка Коломак. За 4 км на захід — залізниця Полтава-Люботин. На півдні — автошлях Київ—Полтава—Харків (автотраса E40М03). Висота над рівнем моря — 91 м.

## Історія
Поблизу села — залишки 19 курганів. Під час археологічних розкопок одного з них знайдено уламки посуду скіфського періоду (V-III століття до н. е.). Неподалік сусіднього села Дудникове — ще 27 курганів. Курганна група в районі Куликівка-Дудникове надзвичайно ретельно була обстежена у 1871–1873 роках археологом та істориком Дмитром Яковичем Самоквасовим.
Засноване село, тоді ще слобода Парасковіївка в середині XVIII століття. У той час землі, розташовані поблизу річки Коломак належали поміщикам Розумовським та Старицьким. Село мало назву Парасковіївка, імовірно від імені Парасковії Кирилівни Розумовської — дочки графа Російської імперії, генерал-фельдмаршала Кирила Розумовського.
За іншими даними село назване на честь іншої Парасковії — дочки дійсного статського радника, героя Наполеонівських війн Івана Андрійовича Базилевського, який володів Парасковіївкою, низкою сіл над Коломаком, аж до Селещини і Тагамлика нинішнього Машівського району. Начебто, при одруженні дочки, Базилевський віддав хутір з селянами як посаг, від чого він і отримав назву Парасковіївка.
Відомо також, що у 1870-х роках Базилевський продав маєток купцеві, вихідцеві із полтавських німців-колоністів Вільгельму Трепке.
За переписом 1859 року в селі було 95 дворів, 497 жителів — головним чином кріпосних селян, діяв винокурний завод. В. Трепке створив в селі економію. Це було зразкове господарство на п'ятистах десятинах землі, де застосовували восьмипільну сівозміну.
Навесні 1902 року в Парасковіївці відбулись селянські заворушення, коли разом з жителями сусідніх сіл вони рушили на економію панів Трепке. під час революційних подій 1905—1907 років жителі села розібрали майно економії, за що деякі люди були заарештовані.
У 1918 році розпочався період першої більшовицької окупації. Під час Визвольних змагань влада у селі змінювалась декілька разів.
У 1922 році в Парасковіївці було організоване перше товариство із спільного обробітку землі, а у 1924 році перші селянські товариства були перетворені в артіль «Зоря». Після анархістсько-більшовицького вересневого повстання 1923 року, яке зазнало поразки в Болгарії, на Полтавщину переїхали політичні емігранти, і в Парасковїївці в маєтку Трепке у 1924 році організували комуну імені Благоєва, членами якої були переважно болгари-емігранти. Комуна імені Благоєва проіснувала до 1932 року.
У 1938 році село відвідав один із папанінців. З того часу місцевий колгосп «Зоря Перемоги» був перейменований на колгосп імені Папанінців.
У 1941 році село Парасковіївка було перейменовано в село Куликове на честь маршала, Героя Радянського Союзу Григорія Івановича Кулика — вихідця з сусіднього хутора Дудникове. У 2016 році село перейменоване на Коломацьке.
На фронтах Другої вітової війни 478 куликівців. У застінках гестапо загинули В. П. Гулій, колишній голова колгоспу ім. Папанінців, П. М. Гуржій та М. К. Чередниченко, яких було залишено для організації партизанської боротьби в тилу ворога. 23 вересня 1943 року воїни 5-ї гвардійської армії 2-го Українського фронту визволили Куликове від німецьких загарбників. Село лежало в руїнах. 180 чоловік з Куликового вивезли на каторжні роботи до Німеччини, дванадцять з них загинули в концтаборах. Матеріальний збиток, завданий нацистами в роки війни, склав 17 мільйонів 960 тисяч карбованців у цінах того часу.
У післявоєнні роки завдяки наполегливій праці колгоспників економіка села зростала. У 1959 році в селі була відкрита колгоспна галерея мистецтв, яка налічувала понад 130 творів живопису і графіки, а у 1963-му — колгоспний музей, експозиція якого налічувала більше 100 експонатів. Сьогодні ці заклади культури не працюють.

## Населення

### Мова
Розподіл населення за рідною мовою за даними перепису 2001 року:
| Мова       | Кількість | Відсоток |
| ---------- | --------- | -------- |
| українська | 770       | 94.6%    |
| російська  | 44        | 5.4%     |
| Усього     | 814       | 100%     |

## Економіка
- ТОВ АФ «Куликове».

## Об'єкти соціальної сфери
- Школа.
- Лікарня.

## Історичні і ландшафтні пам'ятки

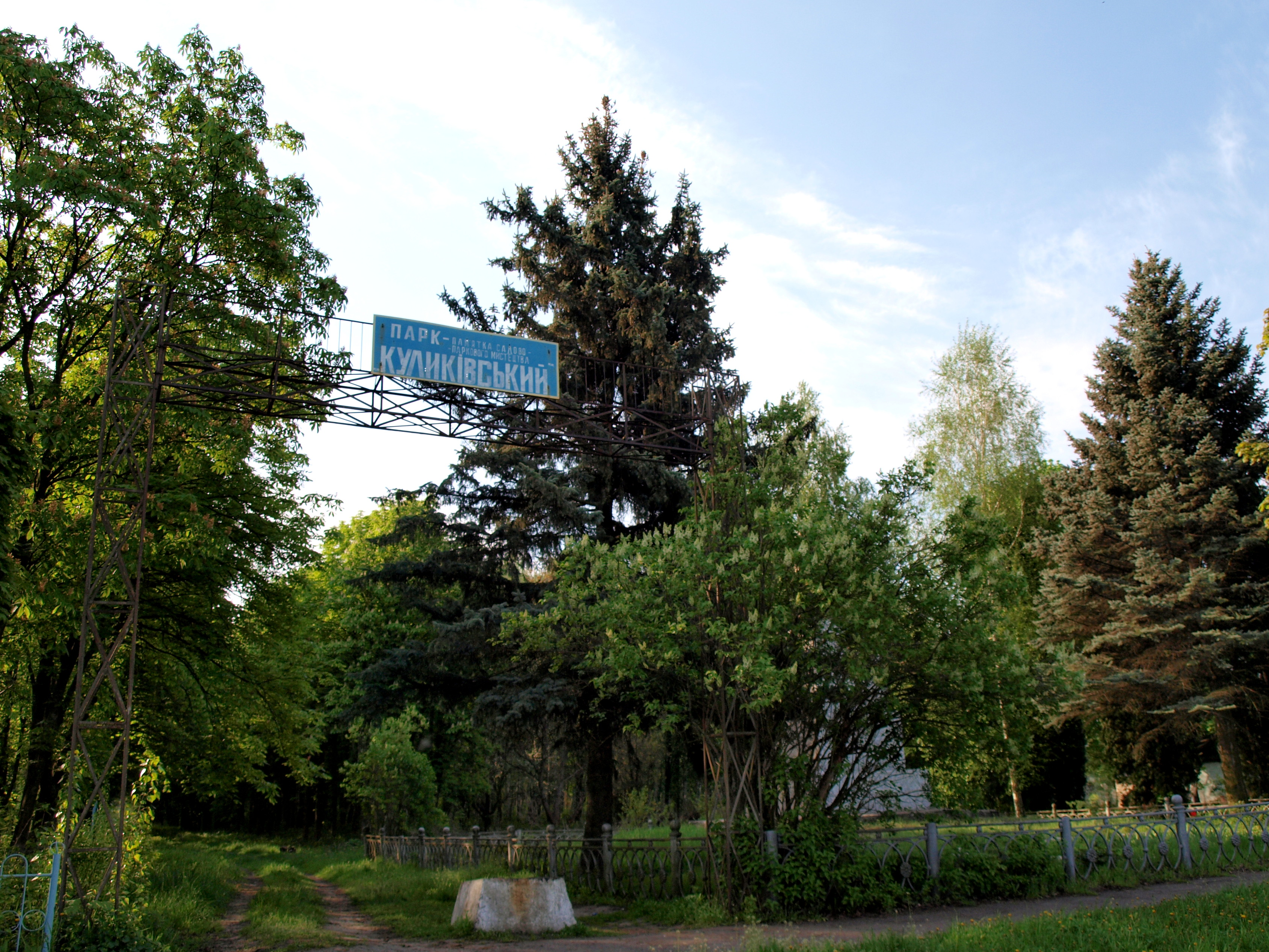
Парк «Куликівський»

У центрі села створено дендропарк: на площі 16,9 гектарів, висаджено 10 тисяч різних порід дерев. Куликівський парк — пам'ятка садово-паркового мистецтва 1966 року створена за ініціативи та сприяння голови колгоспу імені Благоєва заслуженого агронома УРСР Феодосія Євгеновича Цибулька. Сучасний видовий склад нараховує 82 видів рослин та 7 декоративних форм.
До прийняття закону про декомунізацію, у центрі села стояли пам'ятники Григорію Кулику, Димитру Благоєву, Цвятку Райнову, а також пам'ятник на честь болгарських комунарів, які померли наприкінці 1920-х — початку 1930-х років, встановлений у 1974 році.
На даний момент лишився лише пам'ятник на братській могилі радянських воїнів, загиблих 1943 року під час визволення Куликового від німецько-нацистських окупантів, споруджений в 1955 році, пам'ятник полеглим воїнам-землякам, пам'ятник на могилі заслуженого агронома УРСР Феодосія Євгеновича Цибулька.
В той же час, відомості щодо зняття в селі пам'ятників комуністичним діячам, а також ліквідації радянських символів в селі відповідно до Закону України "Про засудження комуністичного та націонал-соціалістичного (нацистського) тоталітарних режимів в Україні та заборону пропаганди їхньої символіки" (із змінами) дещо не відповідали дійсності. А саме, тільки 13 травня 2022 року було демонтовано пам'ятник співробітнику НКВС СРСР, соратнику Леніна і Сталіна, члену Центрального Комітету Болгарської Комуністичної партії Цвятко Колеву Родойнову.

## Відомі люди

### Народились
- Головко Борис Олександрович — український художник-оформлювач, заслужений майстер народної творчості УРСР.